# Vicente Amigo
Vicente Amigo Girol (Guadalcanal, Sevilla, 25 de marzo de 1967) es un guitarrista flamenco español  criado en Córdoba. Considerado por el público como un virtuoso de este arte, es uno de los más reconocidos "tocaores" de su generación.

## Biografía

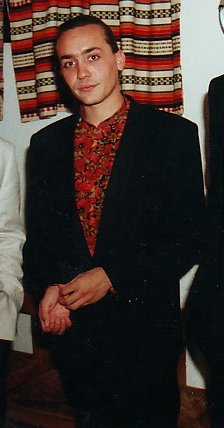
Vicente Amigo en la entrega de la Fiambrera de Plata 1992 del Ateneo de Córdoba.

Vicente Amigo Girol nació en Guadalcanal, provincia de Sevilla, pero creció en Córdoba, donde a los ocho años de edad le regalaron su primera guitarra española. Sus primeros maestros fueron “El Tomate” y “El Merengue”, después pasó a ser alumno de Manolo Sanlúcar.
En 1988 inició su carrera en solitario presentándose al Festival Nacional del Cante de las Minas de la Unión, donde obtuvo el primer premio en el apartado de guitarra. Después, ganó el Concurso Internacional de Extremadura.  En mayo de 1989 ganó uno de los principales premios nacionales de guitarra, el Premio Ramón Montoya, de guitarra de concierto en el XII Concurso Nacional de Arte Flamenco de Córdoba.
Su primer disco De Mi Corazón al Aire en 1991, obtuvo los premios “Icaro” (Diario 16) y “El Ojo Crítico” (RNE).
En 1991 actuó en el Festival Internacional Leyendas de la Guitarra en Sevilla, donde también participaron Bob Dylan, Keith Richards, Paco de Lucía, Phil Manzanera, Joe Cocker, Jack Bruce y Richard Thompson y Robert Cray entre otros.
En esta primera etapa participó en los Festivales de París, Córdoba y Navarra, en el Festival Internacional de Barcelona, realizó giras por Japón, Francia, Italia y Portugal, y actuó en la Bienal de Arte Flamenco de Sevilla.
Compartió escenario con Stanley Jordan, en el Carrefour de la Guitare de Martinica; con João Bosco, en Córdoba; con Wagner Tiso y Milton Nascimento en el Heineken Concerts de Río de Janeiro de 1993, y en el Festival de Amiens, con John McLaughlin. En 1993 compartió escenario con Al Di Meola, Paco de Lucía y John Mclaughlin en la Plaza de Toros de Lisboa, en el concierto "Mestres Da Guitarra".
En octubre de 1995 publicó su segundo disco Vivencias Imaginadas. Destacan en este segundo trabajo el tema "Querido Metheny", así como la inclusión de la trompeta por primera vez como instrumento flamenco. En 1996, Vicente amigo participó en Omega.
En 1997 publicó Poeta, una obra basada en la obra de Rafael Alberti y primeramente titulada “Concierto Flamenco para un Marinero en Tierra”. Esta obra fue originalmente estrenada en 1992 con la Orquesta Sinfónica de Cuba , dirigida por Leo Brouwer, autor de la orquestación. De Poeta el propio Rafael Alberti comenta: “A través de mis textos, Vicente Amigo, este increíblemente joven compositor y guitarrista, cuya breve carrera está ya repleta de premios, ha sabido trasladar a la música todo el latido y temblor de mis versos”. Vicente Amigo obtuvo los premios al Mejor Autor Flamenco y Mejor Compositor Flamenco, otorgados por la AIE y SGAE, en la 2ª edición de los Premios de la Música en 1997. En este mismo año, realizó la producción y composición del disco de Remedios Amaya “Me Voy Contigo”.
En 1998 salió al mercado el disco del cantaor José Mercé, “Del Amanecer”, compuesto e interpretado a la guitarra por Vicente Amigo. Por este álbum ganó el premio al Mejor Autor Flamenco en los Premios de la Música.
En diciembre de este año (1998)  El Ballet Nacional de España, estrenó su obra “Poeta”.
En abril de 1999 de nuevo obtuvo el Premio de la Música en su categoría de  “Mejor Artista Flamenco “ y “Mejor Compositor Flamenco”
En el año 2000 fue distinguido con la Medalla de Andalucía otorgada por la Junta de Andalucía, por su trayectoria profesional.
En octubre de 2000 publicó “Ciudad de las Ideas” (BMG-Ariola), fue nominado a los Latin Grammy Awards en la categoría de Mejor Álbum y obtuvo el Grammy al Mejor Álbum Flamenco 2001.
En 2002 ganó el Premio Ondas por “Ciudad de las Ideas” , también fue reconocido por el Ayuntamiento de Córdoba como “Hijo Adoptivo” de la ciudad.
Durante 2003 y 2004 realizó giras internacionales y colaboró en las grabaciones discográficas de Sting, Alejandro Sanz, Miguel Bosé y Eliane Elías.
En 2005 salió al mercado “Un Momento en el Sonido”.  Con este trabajo ganó el premio al Mejor Disco Flamenco de la publicación digital  “Flamenco News”.  Vicente Amigo formó parte de la Representación Artística Oficial de España en la Exposición Internacional de Aichi (Japón), y realizó a continuación una gira por este país. En ese año ofreció diversos conciertos en, Rusia, Francia, Italia, Checoslovaquia, Yugoslavia, Portugal, gira en México, 
En 2006 fue nominado al Latin Grammy Awards en la categoría de mejor álbum flamenco. Realizó gira en Holanda y Estados Unidos, Festival de Kaluga (Rusia). En julio de este mismo año, estrenó una versión de sus temas más conocidos orquestados por diversos compositores en el Nord Sea Jazz Festival de Rótterdam, acompañado por la Metropole Orchestra, con dirección de Vince Mendoza.  Fue candidato a los Premios Edison de Holanda en la categoría de World Music. Igualmente ofreció conciertos en ciudades españolas.
En 2007 actuó en Pekín, en el "año de España en China", invitado por el Ministerio de Cultura de España, y en Nueva York en la presentación de la Conferencia Iberoamericana a través del Ministerio de Asuntos Exteriores de España. Estrenó en Rusia (Festival de Kaluga) su obra sinfónica “Poeta”, después realizó conciertos en Moscú, Holanda, Francia y otros países europeos.
En 2008, continuó su actividad principalmente fuera de España y colaboró en la grabación del musical “A” de Nacho Cano, y en el CD de Niña Pastori.
En mayo de 2009 publicó “Paseo de Gracia”, en el cual colaboran: Alejandro Sanz, Enrique y Estrella Morente, Niña Pastori así como sus colaboradores habituales: Tino di Geraldo, Paquito González, Antonio Ramos “Maca” y Alexis Lefêvre.
Acerca de sus recientes experiencias musicales Vicente comenta:

Las músicas se mueven por unos campos inabarcables y todas pueden ser hermanadas con respeto, rigor y conocimiento. Yo parto del flamenco y me gusta acercarlo a otras manifestaciones musicales para hallar la emoción, aunque siempre procuro no desvirtuar a ninguna de ellas.

Vicente Amigo es considerado como uno de los más destacados intérpretes de su generación.

## Discografía propia
- "De mi corazón al aire" (1991)
- "Vivencias imaginadas" (1995)
- "Poeta" (con la Orquesta de Córdoba y orquestación de Leo Brouwer)

(Originalmente llamado "Concierto flamenco para un marinero en tierra" inspirado en la obra de Rafael Alberti "Un marinero en tierra") (1997)
- "Ciudad de las ideas" (2000)
- "Vicente Amigo en concierto desde Córdoba. Ciudad de las ideas" (2004, DVD)
- "Un momento en el sonido" (2005)
- "Paseo de Gracia" (2009)
- "Vivencias La Obra Completa de un Genio" (2010)
- "Tierra" (2013)
- "Memoria de los Sentidos" (2017) (con la participación, entre otros, de los "cantaores" Miguel Poveda y Potito)
- "Andenes del Tiempo" (2024)

## Colaboraciones
- El Pele. La Fuente de lo Jondo, 1986.
- Medina Azahara (grupo). En Al-Hakim, 1986.
- Vicente Soto "Sordera". Jondo Espejo Gitano, 1990.
- El Pele. Poeta de Esquinas Blandas, 1991.
- Dreams Come True. Magic, 1993.
- Enrique Morente. Omega - La aurora de Nueva York, 1996.
- Remedios Amaya. Me voy contigo, 1997.
- Carmen Linares. Antología de la mujer en el cante: Toma este puñal dorao (Cantiñas) y Si pasas por el molino (Bulerías), 1997.
- Alejandro Sanz, Más (álbum) en «Corazón partío» 1997  .
- Alejandro Sanz, El alma al aire en «Quisiera ser» y «El alma al aire» 2000.
- Alberto Iglesias. BSO Hable con ella (2002, Pedro Almodóvar).
- El Pele. Canto, 2003.
- BSO Misión imposible 2
- Sting, Sacred Love 2003 "Send your love"
- El Barrio. Donde se esconde el miedo, 2014
- José Mercé. "Del amanecer", 2003
- Amaia Montero. La Enredadera, 2018.
- Andrés Calamaro y Manolo García - «Para No Olvidar», 2021.